# Gýzi
Gýzi, en grec moderne : Γκύζη, est un quartier d'Athènes en Grèce. Il est situé au nord de l'avenue Alexándras et fait partie du 7e district municipal du dème des Athéniens. Il est bordé au nord par le quartier du Polýgono, délimité par la rue Prigiponníson (continuation de la rue Evelpídon), au sud par Neápoli, délimité par l'avenue Alexándras, à l'est, délimité par la rue Kyríllou Loukáreos, par les quartiers d'Avérof, Koundouriótika et Ambelókipi et à l'ouest par le parc du Champ-de-Mars. La Cour de cassation, la Cour d'appel d'Athènes et le tribunal de première instance d'Athènes sont situés dans la rue Kyríllou Loukáreos, à la frontière avec Gýzi. 